# Szibériai erdei rénszarvas
A szibériai erdei rénszarvas (Rangifer tarandus valentinae) az emlősök (Mammalia) osztályának párosujjú patások (Artiodactyla) rendjébe, ezen belül a szarvasfélék (Cervidae) családjába tartozó rénszarvas (Rangifer tarandus) egyik eurázsiai alfaja.
Egyes rendszerező szerint, azonos a finn erdei rénszarvassal (Rangifer tarandus fennicus).

## Előfordulása
A szibériai erdei rénszarvas előfordulási területe amint neve is mutatja, Szibériában van, de annak a délebbi részein. Az Urál hegységtől keletre, az Altaj hegység mentén, egészen Mongólia északi és déli részéig található meg. Biztos adat a létszámáról nem létezik, azonban a Természetvédelmi Világszövetség (IUCN) kevesebb, mint 1000 főre becsüli.

## Egyéb
Ez a rénszarvasalfaj nagyobb méretű, mint az északibb szibériai tundra rénszarvas (Rangifer tarandus sibiricus). Amint neve is utal rá, a szibériai erdei rénszarvas erdőlakó. Egyes késő pleisztocén korszaki Nyugat-Európában talált maradványokat, ennek a rénszarvasnak tulajdonítanak.